# Mademoiselle de La Seiglière (roman)
Pour l’article homonyme, voir Mademoiselle de La Seiglière (film).
Mademoiselle de La Seiglière est un roman français de Jules Sandeau publié en 1847.

## Historique
L'œuvre paraît d'abord en feuilleton dans la Revue des Deux Mondes en 1844, avant d'être reprise en 2 volumes trois ans plus tard chez Michel Lévy frères .

## Résumé
Exilés depuis plusieurs années à l'étranger depuis le début de la Révolution, le marquis de la Seiglière et sa fille rentrent en France et découvrent que leurs terre et château appartiennent désormais à l'un de leurs anciens fermiers. Celui-ci, veuf tout comme le marquis, est sans nouvelles de son fils unique, un officier parti se battre en Russie avec les troupes napoléoniennes…

### Personnages
- Hélène de La Seiglière, Mlle de La Seiglière, fille du marquis
- La baronne de Vaubert, voisine du marquis
- Le marquis de La Seiglière, de retour en France après la Révolution
- Le père Stamply, un vieux fermier qui avait acheté les biens du marquis vendus comme biens nationaux, mais qui les restitue au marquis
- Bernard Stamply, le fils de Stamply, déclaré mort lors de la bataille de la Moscova
- Raoul de Vaubert, le fils de la baronne
- Des Tournelles, célèbre jurisconsulte

## Adaptations

### Au théâtre
- Mademoiselle de La Seiglière, comédie en 4 actes et en prose, Paris, Comédie-Française, 4 novembre 1851 ; Bruxelles, Théâtre royal de la Monnaie, décembre 1851

### Au cinéma
- 1920 : Mademoiselle de La Seiglière, film français réalisé par André Antoine